# بشير عبد الله
بشير عبد الله (13 يناير 1988) لاعب كرة قدم بحريني يلعب حاليا لصالح نادي الدرجة الأولى سترة البحريني في مركز الظهير الأيسر من 2006.